# Сант-Эудженио (титулярная диакония)
Титулярная диакония Сант-Эудженио (лат. Diaconia Sancti Eugenii Papae) — титулярная церковь была создана Папой Иоанном XXIII 12 марта 1960 года апостольской конституцией Sacra maiorum. Титулярная диакония принадлежит церкви Сант-Эудженио, расположенной в квартале Рима Пинчано.

## Список кардиналов-дьяконов и кардиналов-священников титулярной диаконии Сант-Эудженио
- Антонио Баччи (31 марта 1960 — 20 января 1971, до смерти);
- Умберто Моццони (5 марта 1973 — 2 февраля 1983, диакония pro illa vice 2 февраля — 7 ноября 1983, до смерти);
- Поль Пупар (25 мая 1985 — 29 января 1996, назван кардиналом-священником Санта-Прасседе);
- Франческо Коласуонно (21 февраля 1998 — 31 мая 2003, до смерти);
- Хулиан Эрранс Касадо (21 октября 2003 — 12 июня 2014, диакония pro illa vice 12 июня 2014 — по настоящее время).